# S/S Gunborg
Ångfartyget Gunborg av Göteborg var ett svenskt lastfartyg som sänktes av den tyska ubåten U 46 under andra världskriget. Besättningen räddad.

## Historik
Den torpederade ångaren sjösattes vid Oskarshamns varv den 28 september 1930 och döptes till Gunborg. Den 18 december levererades fartyget till Trelleborgs Ångafartygs Nya AB och sattes i fraktfart på tropikerna, för vilken Gunborg var specialbyggd. 1931 avled ångarens övermaskinist i Bordeaux, 1934 drunknade en eldare i Las Palmas och en lättmatros i Norrköping. I januari 1940 såldes Gunborg från Trelleborg till Göteborg.

## Torpederingen
Med last av trä var Gunborg på väg från New Foundland till Clyde och gick i konvoj. På kvällen den 18 oktober anfölls man av tyska ubåtar, en "vargflock" eftersom det inträffade ett antal explosioner, samtidigt på olika håll. Av konvojens fartyg sänktes 18 st, däribland Gunborg och S/S Convallaria. Konvojslaget pågick i fyra timmar och utspelades helt i mörker. De eskorterande jagarna kretsade hela tiden runt konvojen och försökte sänka de angripande ubåtarna med sjunkbomber. Plötsligt exploderade en torped avfyrad av den tyska ubåten U 46 Gunborgs styrbordssida. Av de väldiga vattenmassor som därvid träffade bryggan slogs befälhavaren omkull två gånger. Fartyget höll sig flytande på trälasten i cirka 45 minuter. Besättningen gick i livbåtarna, varefter Gunborg sjönk med förskeppet först.
En grekisk ångare passerade Gunborgs livbåtar och erbjöd sig att ta dem ombord, men svenskarna avböjde erbjudandet då de kände sig säkrare i de små livbåtarna. Några minuter senare sprängdes det grekiska fartyget av en torped och blev endast kvar såsom vrakspillror. Efter cirka fyra timmar upptogs Gunborgs besättning av en brittisk jagare som totalt upptog cirka 200 skeppsbrutna och satte kurs mot skotsk hamn.